# Гимназия по информатика и компютърни науки „Академик Благовест Сендов“
Гимназията по информатика и компютърни науки „Академик Благовест Сендов“ е частна гимназия в гр. Пловдив.
Предлагани специалности:
- Програмиране на изкуствен интелект
- Приложно програмиране
- Графичен дизайн
- Електронна търговия

## История
Гимназията и създадена през 2020 г. и носи името на българския учен Благовест Сендов.

## Документи
След успешно преминат курс на обучение училището издава на своите възпитаници следните документи:
- удостоверение за завършен клас;
- диплома за средно образование;
- свидетелство за професионална квалификация и европейско приложение към него.[2]

Учениците, завършили гимназията, могат да продължат образованието си в България и чужбина.